# 斯普里亚纳
斯普里亚纳（義大利語：Spriana），是意大利松德里奥省的一个市镇。总面积8平方公里，人口101人，人口密度12.6人/平方公里（2009年）。国家统计（ISTAT）代码为014062。